# شمونکا
شمونکا (به لهستانی:  Szymonka) یک روستا در لهستان است که در گمینا رن واقع شده‌است.